# Kangarbān-ePā'īn
Kangarbān-ePā'īn (persiska: کنگربان پائین, Kangarbān-e Soflá, Kangarbān-ePā’īn) är en ort i Iran.   Den ligger i provinsen Kermanshah, i den västra delen av landet, 500 km väster om huvudstaden Teheran. Kangarbān-ePā'īn ligger 1 349 meter över havet och antalet invånare är 240.
Terrängen runt Kangarbān-ePā'īn är platt åt sydväst, men åt nordost är den kuperad.Runt Kangarbān-ePā'īn är det ganska tätbefolkat, med 185 invånare per kvadratkilometer. Närmaste större samhälle är Chaqā Narges, 4,6 km väster om Kangarbān-ePā'īn. Trakten runt Kangarbān-ePā'īn består i huvudsak av gräsmarker.